# Sepolcro Passalacqua
Il sepolcro Passalacqua, realizzato nel 1844, situato precedentemente al limite del cimitero di Paina in provincia di Monza e Brianza, opera dell'architetto Antonio Rinaldi, ora è situato al centro di esso a causa della espansione del cimitero stesso; fu eretto per accogliere le spoglie del defunto conte Giovanni Battista Lucini Passalacqua

## Struttura

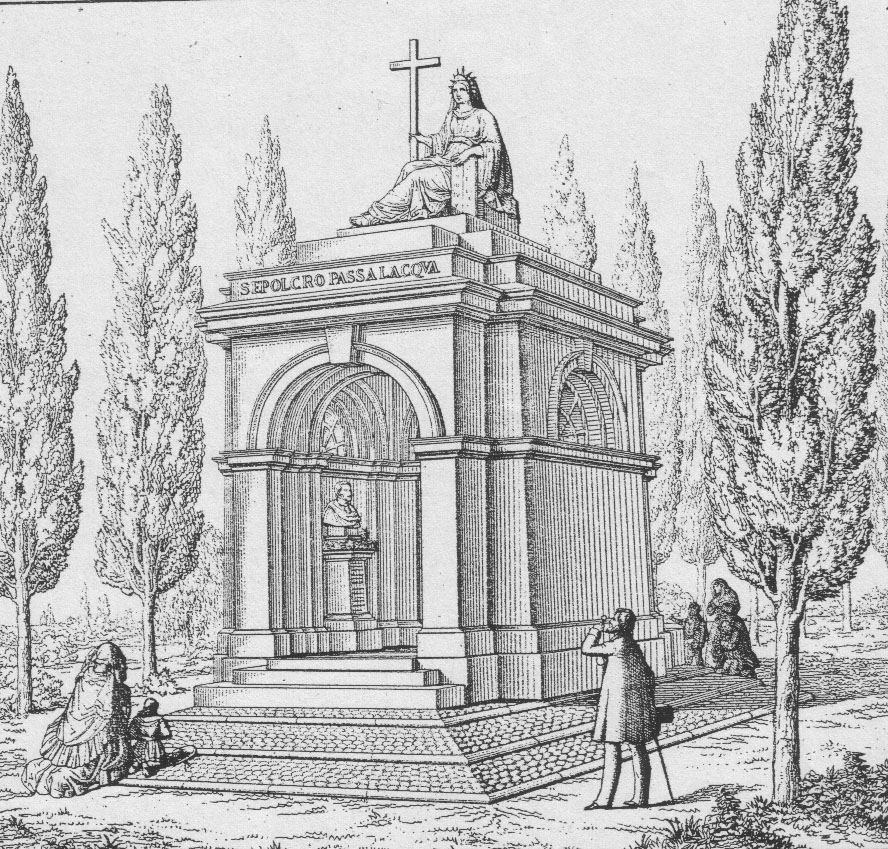
Sepolcro Lucini Passalacqua

Il sepolcro si compone di un corpo quadrato di fabbrica, a forma piramidale e di proporzioni cubiche, sormontato dalla statua della Religione, opera dello scultore Gaetano Manfredini. Nelle due facciate, una esterna e l'altra interna al recinto del cimitero, vi sono due pronao d'ingresso al sepolcro e da entrambe le parti, al di sopra della cornice che corona il sepolcro stesso, si legge:  SEPOLCRO PASSALACQUA 
Lo stile architettonico è semplice, ma al contempo severo, essendo più conveniente a tal genere di edifici. La camera sepolcrale sotterranea è composta da sei colombari (nicchie), in uno dei quali furono deposte le spoglie mortali del conte Giovanni Battista, trasportate dal cimitero di Mariano Comense a quello di Paina nel novembre del 1843. Si accede alla camera sepolcrale tramite un'apertura praticata nel centro del pavimento, diviso a scompartimenti di marmo di Como di vario colore, cioè bianco, rosso e nero. La suddetta apertura è chiusa da una lapide di marmo nero sulla quale è possibile leggere la seguente iscrizione, dettata dal signor C. Zardetti:
- Il conte Gio. Battista Lucini-Passalacqua di Como tranquillo riposa in questo sepolcro che il fratello Alessandro, interprete dei sentimenti della superstite figlia Elisabetta, amatissima sua pupilla, per tutti di famiglia apparecchiava nell'anno MDCCCXLIII, con architettura di Antonio Rinaldi Parmigiano

All'interno del sepolcro, a sinistra, s' innalza il monumento del defunto Conte, ornato con gli stemmi ed emblemi delle famiglie Lucini Passalacqua e Calderari, e sormontato dal busto in marmo, opera dello scultore Innocenzo Fraccaroli. Al di sotto del suddetto busto è possibile leggere un'altra iscrizione, dettata anch'essa dal Signor Zardetti:
- Al Conte Gio. Battista Lucini-Passalacqua di Como, uomo pio e sincero, benefico agli indigenti. Per costui integerrimo, affezionatissimo alla consorte Rachele Nobile Calderara, l'unica prole Elisabetta questo testimonio di filiale amore volle innalzato

Un affresco del pittore Giacomo Martinis, rappresentante la Prudenza e la Giustizia che trasportano in Cielo l'anima del defunto Conte, adorna il centro del soffitto del sepolcro
La tomba venne demolita nel 1936 per costruire l'attuale chiesa di Paina. Come viene riportato dalle ricerche effettuate dall'attuale Parroco, nella demolizione, tolta la statua sovrastante, le pietre furono tutte numerate in modo da consentire la ricostruzione dell'edificio poco distante. Oggi il sepolcro accoglie le spoglie dei parroci di paina.

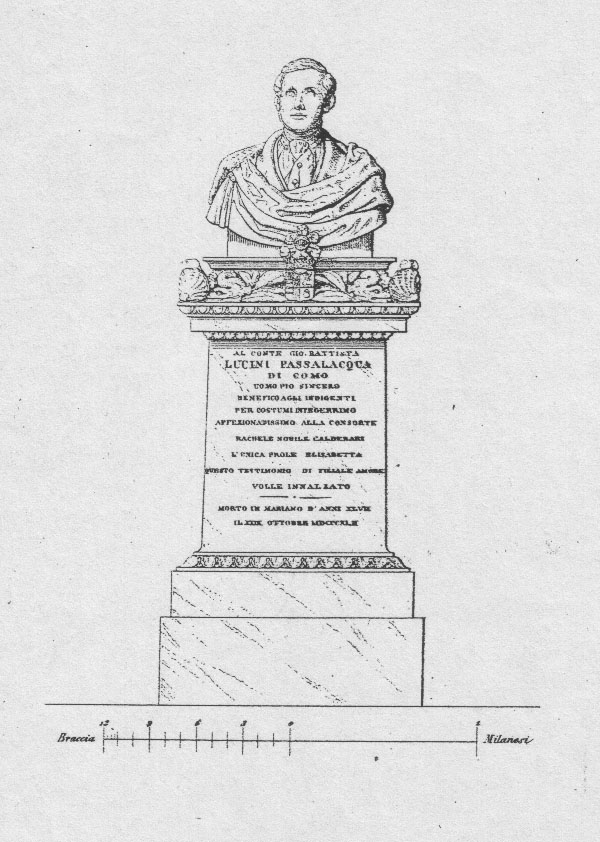
Busto del Conte Giovanni Battista
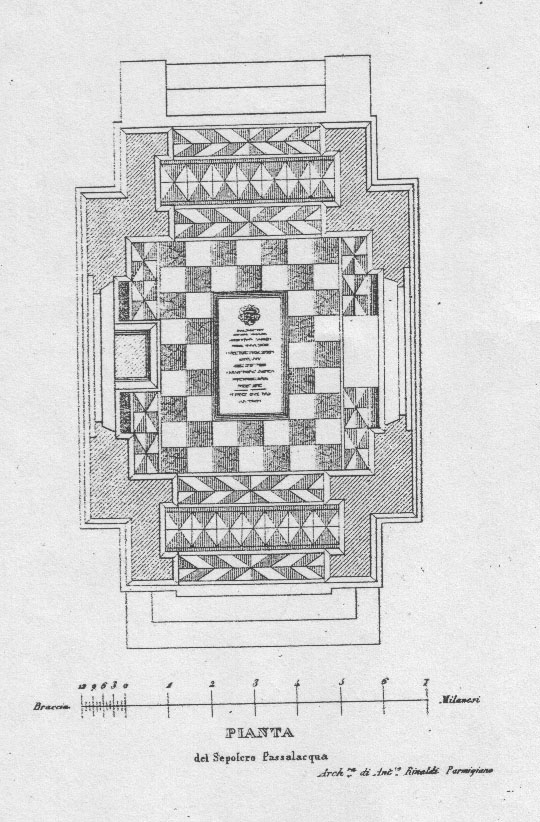
Pianta del Sepolcro
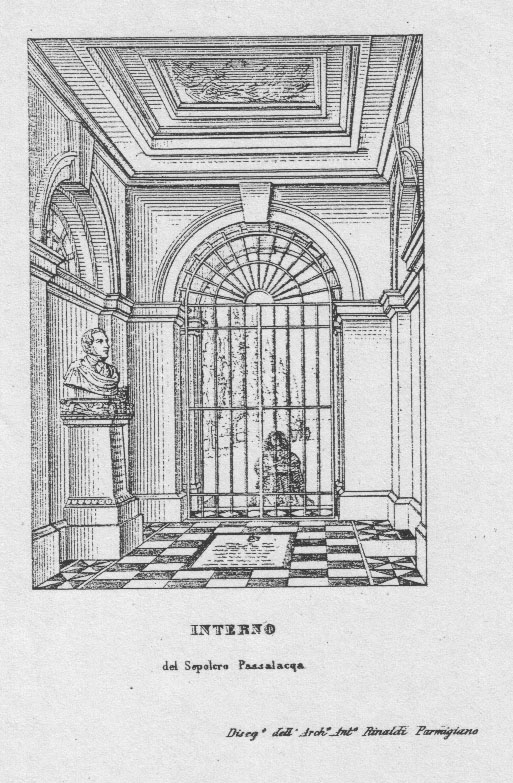
Interno del Sepolcro